# Saxicoris
Saxicoris is een geslacht van wantsen uit de familie van de Piesmatidae (Amarantwantsen). Het geslacht werd voor het eerst wetenschappelijk beschreven door Slater in 1970.

## Soorten
Het genus bevat de volgende soort:

- Saxicoris verrucosus Slater, 1970